# Gojszláv
Gojszláv (horvátul: Gojslav, latinul: Goislauus) horvát uralkodó volt, aki testvérével, III. Krešimirrel együtt kormányozta a Horvát Királyságot 1000-től 1020-ban bekövetkezett haláláig. Ő volt Stjepan Držislav horvát király legkisebb fia.
Az egyetlen dokumentum, amelyben Gojszláv név szerint szerepel, s amely a 10. század második fele és a 11. század első fele horvát uralkodók időrendje alapdokumentumának is számít, IV. Petar Krešimir király oklevele 1066/67-ből, amely Szent Krševan-kolostort megerősíti dikloi ingatlanában.
Miután 997-ben meghalt Stjepan Držislav horvát király, testvére, Szvetoszláv Szuronja lett Horvátország királya. Gojszláv azonban testvérével, Krešimirrel együtt fellázadt Szvetoszláv Szuronja ellen. Mivel a horvát királyok a Bizánci Birodalom szövetségesei voltak az Első dunai bolgár birodalommal vívott háború idején, a lázadók bolgár segítséget kértek. Ennek eredménye volt a 998-as bolgár invázió, amelynek során Sámuel bolgár cár elfoglalta Dalmáciát és Bosznia nagy részét. A háború után a bolgár cár ezt a területet Gojszlávnak és Krešimirnek adta. A horvát trónharc utolsó két évében (999-1000) a testvérek bolgár segítséggel legyőzték Szvetoszláv Szuronját, aki 1000-ben velencei száműzetésbe kényszerült. Ezt követően a velencei dózse, II. Pietro Orseolo sikeresen avatkozott be Dalmáciában, és megszerezte az uralmat a dalmát városok felett.
Gojszláv és III. Krešimir uralkodását azzal töltötte, hogy megpróbálta visszaállítani uralmát a dalmát városok felett. Emiatt 1018-ban kiújult a háború Horvátország egykori védelmezőjével, a Velencei Köztársasággal. A békét II. Baszileiosz bizánci császár diplomáciai beavatkozásával érte el, amely a bolgárok legyőzése után Gojszlávot és III. Krešimirt bizánci vazallusként erősítette meg Horvátország trónján. Gojszláv 1020-ban halt meg.